# 가오쥔셴
가오쥔셴(중국어 간체자: 高钧贤, 정체자: 高鈞賢, 병음: Gāo jūn xián 가오쥔셴[*], 한자음: 고균현, 월병: Gou1 gwan1 jin4 고우관인[*], 영어: Matthew Ko 매튜 코[*], 1984년 5월 20일 ~ )은 중화인민공화국 홍콩 특별행정구의 남성 영화배우, 텔레비전 연기자, 가수, 광고 모델이다. 홍콩에서 출생하였으며 지난날 한때 중화인민공화국 광둥성 차오저우에서 잠시 유아기를 보낸 적이 있다.

## 이력
2003년 캐나다 온타리오주 토론토의 미스터 컨테스트에서 첫 데뷔하였고 2005년 홍콩 영화 《천배불취(千杯不醉)》의 단역으로 영화배우로 데뷔하였으며 2006년 가수로도 데뷔하였고 이어 같은 해부터 텔레비전 드라마에도 출연하기 시작하였다.